# Thomas Blood
Pour les articles homonymes, voir Blood.
Thomas Blood, né en 1618 et mort le 24 août 1680, est un officier anglo-irlandais connu pour avoir tenté de dérober les joyaux de la Couronne britannique à la tour de Londres le 9 mai 1671.